# Cancer Research UK

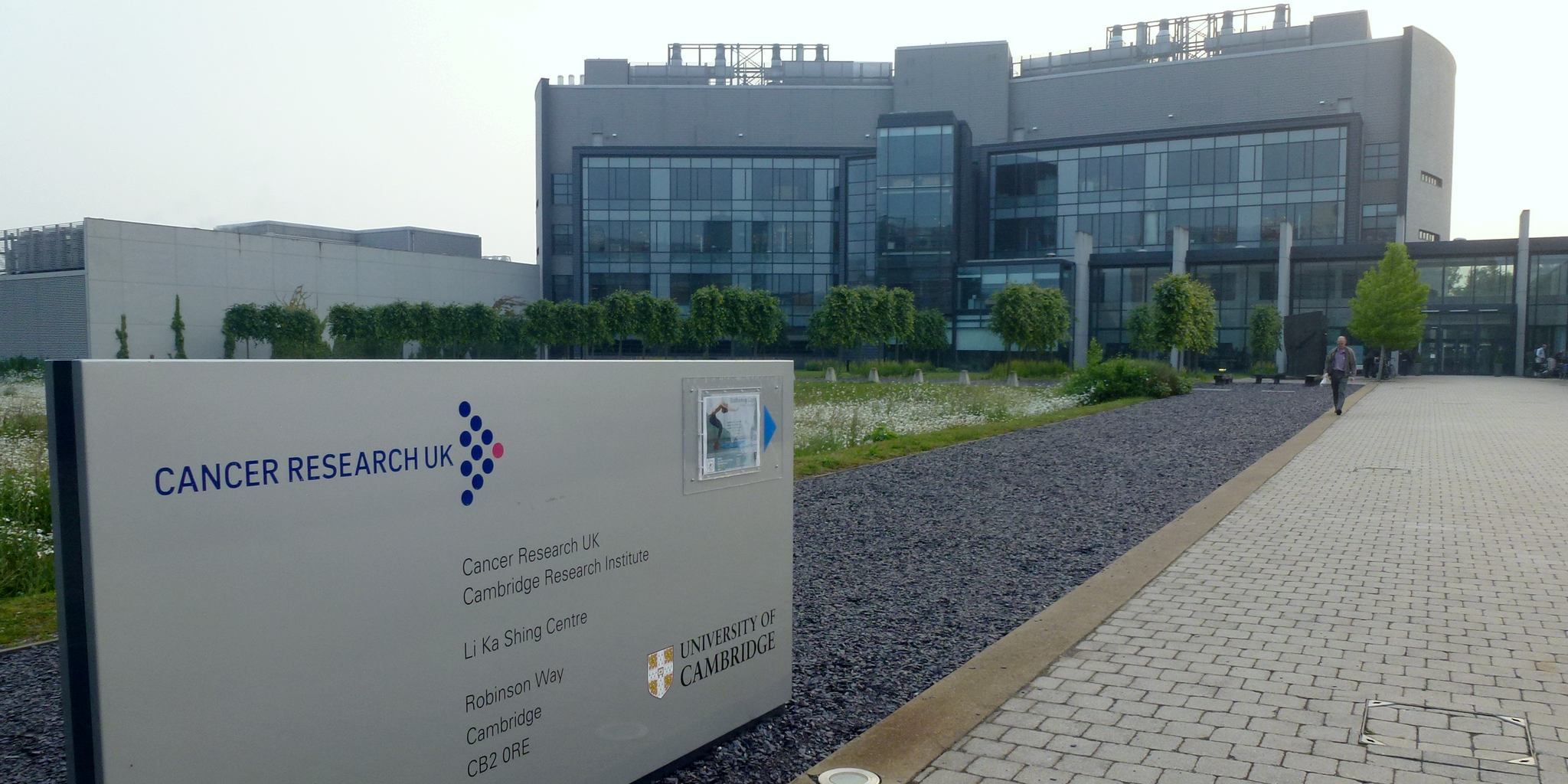
Onderzoekscentrum in Cambridge

Cancer Research UK is een Britse stichting die zich inzet voor bestrijding van kanker door middel van wetenschappelijk onderzoek, voorlichting, en fondsenwerving. De organisatie is in 2002 gevormd door de fusie van The Cancer Research Campaign (opgericht in 1923) en het Imperial Cancer Research Fund (opgericht in 1902).

## Fondsenwerving
Meer dan 40.000 vrijwilligers helpen geld inzamelen voor Cancer Research UK. In 2011 haalde de stichting £483 miljoen op. Daarmee is Cancer Research UK de grootste niet-gouvernementele fondsenwerver ter wereld op het gebied van kanker.

## Onderzoek
Ruim twee derde van het opgehaalde geld wordt uitgegeven aan wetenschappelijk onderzoek. De stichting heeft zelf medewerkers in dienst die zich met kankeronderzoek bezighouden, en geeft daarnaast subsidies aan onderzoekers die in dienst zijn van universiteiten en andere onderzoeksinstituten. Een van de grootste ontvangers is het Francis Crick Institute.
De grootste eigen onderzoeksfaciliteit van Cancer Research UK is het London Research Institute. Het bestaat uit twee laboratoria, Lincoln's Inn Fields laboratories (opgericht tussen 1902 en 1909) en Clare Hall laboratories (opgericht in 1986). Het London Research Institute heeft tweemaal de Nobelprijs voor de Fysiologie of Geneeskunde binnengehaald, in 1975 en 2001.

## Voorlichting
De organisatie geeft voorlichting over kanker zowel aan medische beroepsbeoefenaren en wetenschappers, bijvoorbeeld door het tijdschrift British Journal of Cancer uit te geven, en aan het algemene publiek. Daartoe onderhoudt ze onder andere de website CancerHelp UK.